# Radio RSL
Radio RSL (Radio Saarschleifenland) sendet seit dem 2. April 2016 rund um die Uhr ein Spartenprogramm aus Songs der 1980er-, 1990er- und 2000er-Jahre mit Nachrichten und Informationen zum Tourismus und Erlebnis. Sendegebiet ist das Saarschleifenland rund um Merzig, Mettlach und Losheim. Lizenziert ist Radio RSL durch die saarländische Landesmedienanstalt für zunächst 10 Jahre.
Das vom mittlerweile verstorbenen Radio-Enthusiasten Jan Lüghausen zusammen mit anderen Radio-Begeisterten gegründete Radio RSL startete im April 2016 um 10:00 Uhr seinen Sendebetrieb aus dem Studio in der Stadthalle Merzig. Ein Jahr später wurde dann über die RSL-Betreibergesellschaft Central FM Media GmbH der Lokalsender Antenne Pulheim gestartet.

## Empfang
Vom Sendestart an wurde Radio Merzig auf der Frequenz 106,1 MHz zunächst über die Sendeanlage St. Gangolf des Saarländischen Rundfunks verbreitet, zu Ostern 2018 aber auf einen eigenen Sender in der Pavillonstraße in Mettlach verlagert. Im März 2017 kam dann die ehemals vom eingestellten Radio Merzig belegte Frequenz 105,1 MHz (Sender Merzig Nackberg) dazu, die zu einer erheblichen Steigerung der technischen Reichweite führte.
| Frequenz  | Senderstandort            | Sendeleistung | Aufschaltung | Abschaltung |
| 105,1 MHz | Merzig (Nackberg)         | 100 W         | 28.04.2017   | -           |
| 106,1 MHz | Mettlach St. Gangolf      | 100 W         | 02.04.2016   | 01.04.2018  |
| 106,1 MHz | Mettlach (Pavillonstraße) | 100 W         | 01.04.2018   | -           |

Zusätzlich zur Verbreitung über UKW ist Radio RSL auch als Directstream oder über die gängigen Radio-Apps (tuneIn, radil.de u. v. a. m.) zu empfangen.

## Belege
1. ↑  Saarbrücker Zeitung: Radio Saarschleifenland hat die Lizenz zum Senden. 18. Dezember 2015, abgerufen am 28. Juni 2023.
2. ↑  Radio Saarschleifenland 106.1: Sendestart am 2. April 2016. 2. April 2016, abgerufen am 28. Juni 2023 (deutsch).
3. ↑  Landesmedienanstalt Saarland - Ergebnisse der Sitzung des Medienrats der LMS. Abgerufen am 28. Juni 2023.